# Kiyotsugu Hirayama
Kiyotsugu Hirayama (japonès: 平山 清次, Hirayama Kiyotsugu, 13 d'octubre de 1874 - 8 d'abril de 1943) va ser un astrònom japonès, conegut pel descobriment de les famílies d'asteroides, grups d'asteroides que comparteixen similars regions orbitals. Els grups que va identificar es diuen famílies d'Hirayama en el seu honor.
La família Flora d'asteroides va ser establerta pel professor a la Universitat Imperial de Tòquio.
L'asteroide (1999) Hirayama s'anomena així en el seu honor, de la mateixa manera que el cràter lunar Hirayama que també ho és, conjuntament amb Shin Hirayama.